# Colossendeis clavata
Colossendeis clavata is een zeespin uit de familie Colossendeidae. De soort behoort tot het geslacht Colossendeis. Colossendeis clavata werd in 1899 voor het eerst wetenschappelijk beschreven door Meinert. 